# Martin O’Malley

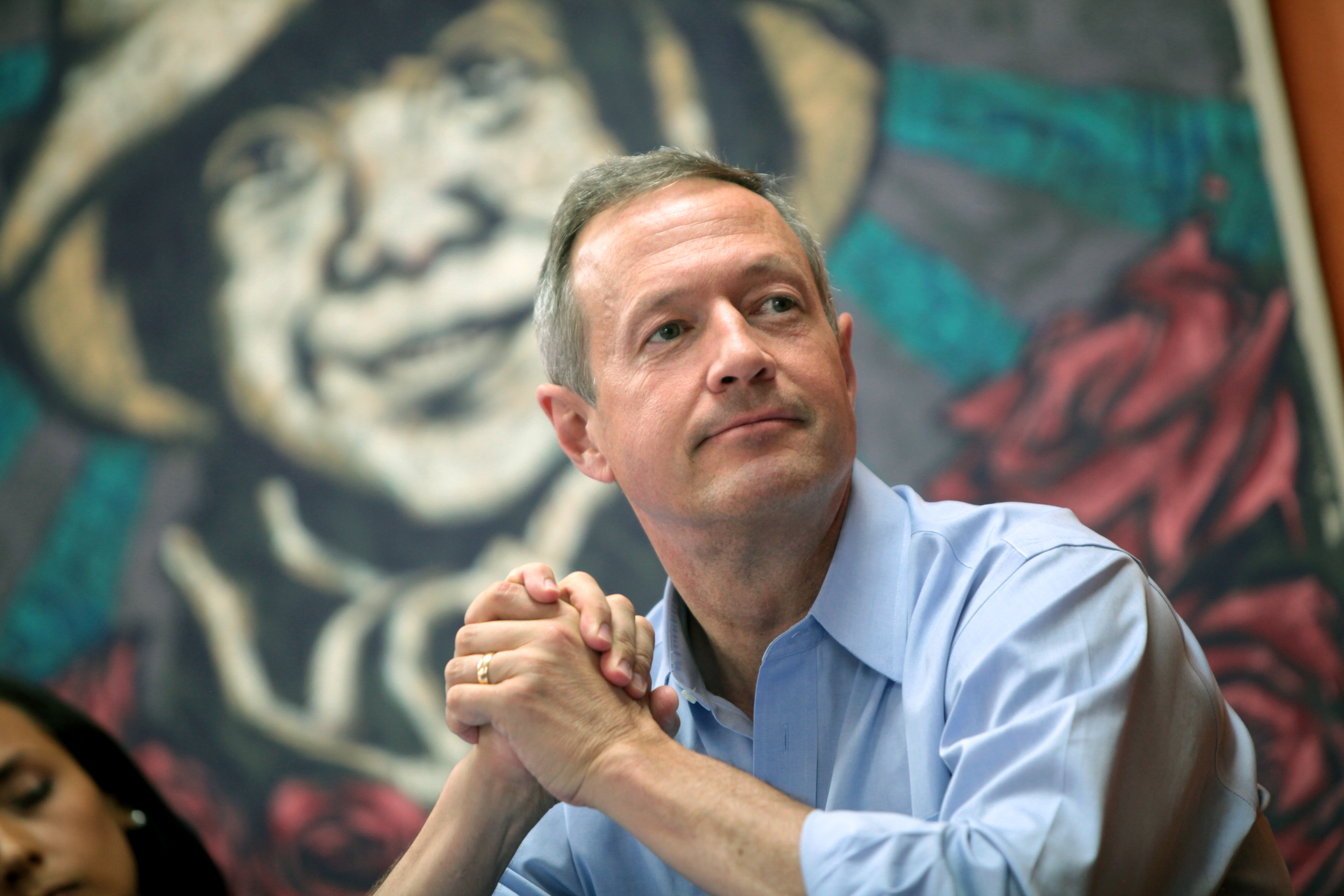
Martin O’Malley (2015)

Martin Joseph O’Malley (* 18. Januar 1963 in Washington, D.C.) ist ein amerikanischer Politiker der Demokratischen Partei. Von 2007 bis 2015 war er Gouverneur des Bundesstaates Maryland. Er bewarb sich um die Nominierung der Demokraten in der Vorwahl zur US-Präsidentschaftswahl 2016.

## Leben
Der Sohn einer römisch-katholischen Familie besuchte bis 1981 die Gonzaga College High School. Nach Ende seines rechtswissenschaftlichen Studiums an der Law School der University of Maryland, Baltimore ließ er sich als Rechtsanwalt nieder. 1990 heiratete er Catherine Curran.
Ab 1999 war er Bürgermeister der Stadt Baltimore. 2002 bezeichnete ihn die Zeitschrift Esquire als „The Best Young Mayor in the Country“, 2005 zählte ihn Time zu Amerikas „Top 5 Big City Mayors“. Als Bürgermeister führte er eine Nulltoleranzstrategie mit spontanem Anhalten und Durchsuchen sowie hartem Vorgehen gegen Bagatellstraftaten ein. Von den 100.000 Festnahmen 2005 – über einem Sechstel der Einwohner – betrafen die meisten Afroamerikaner.
Am 8. November 2006 gewann er die Gouverneurswahl im Bundesstaat Maryland gegen den bisherigen republikanischen Amtsinhaber Robert L. Ehrlich. O’Malley erzielte nach einem von Robby Mook gemanagten Wahlkampf 52,7 Prozent der Stimmen, Ehrlich kam auf 46,2 Prozent. Bei der Gouverneurswahl 2010 kam es erneut zum Duell zwischen O’Malley und Ehrlich. Entgegen dem Bundestrend, der bei den Wahlen dieses Jahres deutliche Gewinne für die Republikaner brachte, baute O’Malley seinen Anteil auf 56,2 Prozent aus und begann im Januar 2011 seine zweite vierjährige Amtsperiode. Zur Gouverneurswahl am 4. November 2014 trat er wegen der Amtszeitbegrenzung nicht wieder an. Als eine seiner letzten Amtshandlungen wandelte er Todesurteile für vier Häftlinge in lebenslange Haftstrafen um. Sein Nachfolger wurde der republikanische Kandidat Larry Hogan, der sich gegen O’Malleys Vizegouverneur Anthony G. Brown durchgesetzt hatte.
O’Malley galt bereits seit Jahren als Anwärter auf die demokratische Nominierung für die Präsidentschaftswahl 2016. Er signalisierte Interesse an einer Kandidatur erstmals im Sommer 2013 öffentlich und schloss im März 2015 eine Kandidatur für den freiwerdenden Sitz Barbara Mikulskis im US-Senat 2016 aus. Am 30. Mai 2015 kündigte O’Malley seine Bewerbung in der demokratischen Vorwahl für die Präsidentschaft an. Dabei gelang es ihm jedoch nicht, gegen die mit weitem Abstand führende Hillary Clinton und den überraschend starken Zweitplatzierten, den US-Senator aus Vermont Bernie Sanders, aus dem niedrigen einstelligen Prozentbereich in den Umfragen hinauszukommen. Einige politische Beobachter gehen davon aus, dass O’Malley sich mit seiner Kandidatur als möglicher Running Mate und Vizepräsidentschaftskandidat Hillary Clintons empfehlen wollte. Nachdem er bei der ersten Abstimmung, dem Caucus in Iowa am 1. Februar 2016, weniger als ein Prozent der Stimmen erhalten hatte, gab er seine Kandidatur auf. Er zog sich zunächst aus der Öffentlichkeit zurück und erklärte Anfang Juni 2016 seine Unterstützung für Clinton, für die er im Nordosten der USA Wahlkampf machte. O’Malley kündigte an, ab Herbst 2016 als Dozent tätig zu sein und die auf lokale Projekte ausgerichtete Smart City Initiative voranzutreiben, zudem wurde er als mögliches Kabinettsmitglied in einer Regierung Clinton gehandelt.